# Наваррете, Эмануэль
Эмануэль Наваррете  (англ. Emanuel Navarrete; род. 17 января 1995) — мексиканский боксёр-профессионал, выступающий во второй полулёгкой весовой категории. 
Бывший чемпион мира по версии WBO (2018—2020) во втором легчайшем весе, бывший чемпион мира по версии WBO (2020—2023) в полулёгком весе. Действующий чемпион мира по версии WBO (2023— н.в) во втором полулегком весе.

## Профессиональная карьера

### Второй легчайший вес
Эмануэль Наваррете дебютировал на профессиональном ринге 12 февраля 2012 года победив техническим нокаутом в 1-м раунде Михаэля Рамиреса. 
26 июля того же года провёл свой шестой профессиональный бой против Даниэля Аргенты, в котором потерпел свое первое поражение.

#### Чемпионский бой с Айзеком Догбо
8 декабря 2018 года провёл свой первый титульный поединок против непобеждённого английского боксёра Айзека Догбо (20-0, 14 KO), на кону стоял титул чемпиона мира во втором легчайшем весе WBO, который принадлежал Догбо. Бой продлился 12 раундов и завершился победой Наваррете единогласным судейским решением.

#### Реванш с Оскаром Вальдесом
7 декабря 2024 года в Финиксе (США) в вечере бокса от Top Rank провёл обязательную защиту своего титула WBO во втором полулёгком весе (до 59 кг) в реванше с Оскаром Вальдесом владеющим "временным титулом" с марта. Стартовый раунд прошел с преимуществом Наваррете, в котором ему удалось отправить Вальдеса в спорный нокдаун. Второй так же остался за действующим чемпионом. В третьем отрезке Вальдес взвинтил темп и начал работать первым номером внеся интригу в ход боя. В конце четвертого отрезка Вальдес снова оказался на полу от точного правого удара. В 5-м раунде Наваррете сменил стойку и в конце раунда сильно потряс Вальдеса. Следующий раунд стал последним. Наваретте попал силовым в печень нокаутировав претендента. КО 6.

#### Бой с Чарли Суаресом
10 мая 2025 года в Сан-Диего, (США) прошел вечер бокса от Top Rank Боба Арума в главном поединке вечера встретился с 1-м номером рейтинга, обязательным претендентом филиппинцем Чарли Суаресом (18-0, 10 КО). Чемпион сделал вес только с третьей попытки однако устроил бойню в 1-м раунде в которой выглядел лучше. Во втором и третьем отрезке уже претендент сравнял и вышел вперёд по раундам. Наваррете ответил на это победным 4-м раундом в котором чуть не нокаутировал претендента. Так же в его актив ушёл и следующий раунд. В начале 6-го раунда точный удар Суареса и последовавшее за ним столкновение головами образовали сильное рассечение. Вследствии травмы Наваррете провел два раунд пассивно, много пропускал. Претендент наоборот активизировался перехватил инициативу. После 7-го раунда рефери остановил бой по совету доктора и Аталетическая комиссия приняла решение считать карты судей которе посчитали близкое и спорное решение. Счёт судей: 78—75, 77—76 дважды в пользу чемпиона. Наваррете TD 7. После объявления результата боя телеканал ESPN показал более удачные повторы этого спорного эпизода, на которых было ясно видно, что столкновения головами не было. 3 июня Атлетическая комиссия Калифорнии (CSAC) отменила исход боя между  Наваррете и Суаресом. Принято решение признать бой несостоявшимся — за это члены CSAC проголосовали единогласно. WBO назначило незамедлительный реванш.

## Таблица профессиональных поединков
В таблице перечислены результаты всех поединков боксёров.
В каждой строке указан результат поединка. Дополнительно номер поединка обозначен цветом, который обозначает итог поединка. Расшифровка обозначений и цветов представлена в нижеследующей таблице.
| Пример | Расшифровка                     |
| ------ | ------------------------------- |
|        | Победа                          |
|        | Ничья                           |
|        | Поражение                       |
|        | Планируемый поединок            |
|        | Поединок признан несостоявшимся |
| КО     | Нокаут                          |
| ТКО    | Технический нокаут              |
| PTS    | Решение судей (по очкам)        |
| UD     | Единогласное решение судей      |
| MD     | Решение большинства судей       |
| SD     | Раздельное решение судей        |
| RTD    | Отказ от продолжения боя        |
| DQ     | Дисквалификация                 |
| NC     | Поединок признан несостоявшимся |

| 42 поединок, 39 побед (32 нокаутом), 1 ничья, 2 поражения, 1 бой NC. | 42 поединок, 39 побед (32 нокаутом), 1 ничья, 2 поражения, 1 бой NC. | 42 поединок, 39 побед (32 нокаутом), 1 ничья, 2 поражения, 1 бой NC. | 42 поединок, 39 побед (32 нокаутом), 1 ничья, 2 поражения, 1 бой NC. | 42 поединок, 39 побед (32 нокаутом), 1 ничья, 2 поражения, 1 бой NC. | 42 поединок, 39 побед (32 нокаутом), 1 ничья, 2 поражения, 1 бой NC. | 42 поединок, 39 побед (32 нокаутом), 1 ничья, 2 поражения, 1 бой NC.                                     | 42 поединок, 39 побед (32 нокаутом), 1 ничья, 2 поражения, 1 бой NC. |
| Бой                                                                  | Рекорд                                                               | Дата                                                                 | Соперник                                                             | Место боя                                                            | Результат                                                            | Данные о бое                                                                                             |                                                                      |
| -------------------------------------------------------------------- | -------------------------------------------------------------------- | -------------------------------------------------------------------- | -------------------------------------------------------------------- | -------------------------------------------------------------------- | -------------------------------------------------------------------- | --- | -------------------------------------------------------------------- |
| 41                                                                   | 38-2-1                                                               | 18 мая 2024                                                          | Денис Беринчик (18-0)                                                | Pechanga Arena, Калифорния, Сан-Диего, США                           | SD 12                                                                | Бой за вакантный титул чемпиона мира по версии WBO в лёкгом весе. Счёт судей: 115-113, 112-116, 116-112. |                                                                      |
| 40                                                                   | 38-1-1                                                               | 16 ноября 2023                                                       | Робсон Консейсан (17-2)                                              | Ти-Мобайл Арена, Лас-Вегас, Невада, США                              | MD 12                                                                | Бой за звание чемпиона мира по версии WBO (2-я защита Наваррете) в 2-м полулёгком весе.                  |                                                                      |
| 39                                                                   | 38-1                                                                 | 12 августа 2023                                                      | Оскар Вальдес (31-1)                                                 | Дезерт Даймонд-арена, Глендейл, Аризона, США                         | UD 12                                                                | Бой за звание чемпиона мира по версии WBO (1-я защита Наваррете) в 2-м полулёгком весе.                  |                                                                      |
| 38                                                                   | 37-1                                                                 | 3 февраля 2023                                                       | Лиам Уилсон (11-1)                                                   | Дезерт Даймонд-арена, Глендейл, Аризона, США                         | TKO 9 12, 1:57                                                       | Бой за вакантный пояс по версии WBO в 2-м полулёгком весе.                                               |                                                                      |
| 37                                                                   | 37-1                                                                 | 20 августа 2023                                                      | Эдуардо Баес (21-2-2)                                                | Pechanga Arena, Сан-Диего, Калифорния, США                           | TKO 6 12, 1:05                                                       | Бой за звание чемпиона мира по версии WBO (3-я защита Наваррете) в полулёгком весе.                      |                                                                      |